# Общество гельминтологов им. К. И. Скрябина
Всероссийское общество гельминтологов им. К. И. Скрябина Отделения биологических наук Российской Академии Наук — это общество созданное при Всероссийском научно-исследовательском институте экспериментальной ветеринарии имени Я. Р. Коваленко РАСХН).

## История
Всесоюзное общество гельминтологов было учреждено в 1940 году. Первым президентом общества являлся академик Константин Иванович Скрябин (1878—1972).
Начиная с 1949 года периодически проводятся конференции.
В 1991 году Всесоюзное Общество Гельминтологов было переименовано в Всероссийское Общество Гельминтологов.
Число членов общества (специалисты по биологии, медицине и ветеринарии) составляет 260.
В настоящее время президентом Общества гельминтологии является профессор Александр Витальевич Успенский.